# Зелёный Бор (Красноярский край)
Зелёный Бор — городской посёлок (до 2011 года — рабочий посёлок), в Красноярском крае России. Входит в состав городского округа город Минусинск, от центра которого удалён на 15 километров.

## История
Посёлок образован в связи со строительством железной дороги Абакан—Тайшет.
Статус рабочего посёлка — с 1978 года.

## Население
| 1979  | 1989  | 2002  | 2009  | 2010  | 2012  | 2013  |
| ----- | ----- | ----- | ----- | ----- | ----- | ----- |
| 2044  | ↗2487 | ↗2645 | ↗2706 | ↗2778 | ↗2810 | ↗2812 |
| 2014  | 2015  | 2016  | 2017  | 2018  | 2020  | 2021  |
| ↘2810 | ↗2813 | ↗2849 | ↗2925 | ↘2903 | ↗2909 | ↘2738 |

## Транспорт
На территории посёлка находится железнодорожная станция Минусинск, также своё движение производит автобус № 103 (Зелёный Бор—Минусинск) 